# Stiftung Königsberg
Die Stiftung Königsberg im Stifterverband für die Deutsche Wissenschaft verwaltet das wissenschaftliche und kulturelle Erbe von Königsberg, der früheren Hauptstadt der Provinz Ostpreußen. Dabei kooperiert sie mit dem heutigen Kaliningrad. 

## Gründung und Zweck
Gegründet wurde die Stiftung Königsberg 2003 von der Stadtgemeinschaft Königsberg und der gemeinnützigen Stiftung Königsberg Fördergesellschaft für kulturelle und wissenschaftliche Zusammenarbeit mbH. Dazu gehören auch der Verein der Freunde und Förderer des Museums Stadt Königsberg in Duisburg und die Franz-Neumann-Stiftung 1876. Der Sitz der Stiftung ist Essen. 
Das Museum Stadt Königsberg in Königsbergs Patenstadt Duisburg war ein wesentlicher Bestandteil der Stiftung.
Im Jahre 2013 besteht das Kuratorium aus Klaus Weigelt, Lorenz Grimoni, Eberhard Neumann-Redlin von Meding und Herbert Brass.

### Projekte
Im Rahmen des 750. Stadtjubiläums von Königsberg/Kaliningrad im Jahre 2005 kuratierte die Stiftung Königsberg sechs Ausstellungen mit der Immanuel-Kant-Universität Kaliningrad, dem Deutsch-Russischen Haus und verschiedenen Museen. Mit der Stadtgemeinschaft Königsberg schenkte sie der Stadt Kaliningrad im selben Jahr einen Nachguss der Figur Herzog Albrechts.
Die Stiftung fördert den Jugendaustausch zwischen Russen, Polen und Deutschen u. a. mit einem Dresdner-Kaliningrader Jugendaustausch. Vertreter der Stiftung und russischer Kultureinrichtungen treffen sich alljährlich in Duisburg oder Kaliningrad. 
Neben vielen Ausstellungen und Förderungen wurde zusammen mit der Stadtgemeinschaft Königsberg zuletzt auch die Herausgabe der beiden bedeutenden, großformatigen Bände über das Königsberger Schloss, die 2008 und 2011 erschienen, ermöglicht. In der Reihe Kleiner Kunstführer erschien ein 24-seitiger Führer durch den zerstörten Hort preußischer Kultur und Geschichte.
Das Sondervermögen Franz-Neumann-Stiftung, Vorstand Eberhard Neumann-Redlin von Meding und Dirk Hagen, Berlin, fördert alljährlich das Franz-Neumann-Seminar, ein Lehrerfortbildungsseminar mit Schülerworkshop; zusätzlich wird das wissenschaftlich-kulturell orientierte Archiv (Hagen-Neumann-Bessel-Koenig) in Zusammenarbeit mit verschiedenen Institutionen weiterentwickelt und verwaltet.

### Deutsch-Russisches Haus
Herbert Beister, Dietrich Wilhelm von Menges und Friedrich von der Groeben initiierten das Deutsch-Russische Haus. Der Bau auf früherem  Groeben-Grund begann 1991 und wurde vom Bundesinnenministerium unterstützt. Im März 1993 von Staatssekretär Horst Waffenschmidt eingeweiht, wurde das Haus zunächst von der Stiftung Königsberg, dann zu 90 % von der Deutschen Gesellschaft für Technische Zusammenarbeit verwaltet. Es beherbergt die Zeit-Stiftung, die Bosch-Stiftung und die Marga und Kurt Möllgaard-Stiftung und ist ein bedeutsamer kultureller und wirtschaftlicher Faktor in Kaliningrad.

### Königsberger Schloss
- Wulf D. Wagner: Das Königsberger Schloss. Eine Bau- und Kulturgeschichte, Bd. 1: Von der Gründung bis zur Regierung Friedrich Wilhelms I. (1255–1740). Schnell & Steiner, Regensburg 2008, ISBN 978-3-7954-1936-3
- Wulf D. Wagner, Heinrich Lange: Das Königsberger Schloss. Eine Bau und Kulturgeschichte, Bd. 2: Von Friedrich dem Großen bis zur Sprengung (1740–1967/68). Das Schicksal seiner Sammlungen nach 1945. Schnell & Steiner, Regensburg 2011, ISBN 978-3-7954-1953-0